# شهر زیرزمینی سامن
شهر زیرزمینی سامن جنوب غربی شهرستان ملایر و در شهر سامن واقع شده‌است. این شهر در سال ۱۳۸۴ به‌طور اتفاقی کشف شد. باستان شناسان هسته اولیه شهر را متعلق به قبل از دوره اشکانیان می‌دانند که در طول تاریخ به وسعت آن افزوده شده‌است.
آثار تاریخی سامن نشان از قدمت این شهر دارند، علاوه بر شهر زیرزمینی سامن یک برج قدیمی به نام «خانقلی» در مرکز شهر و یک امامزاده که ساختار بنای آن به دوره ایلخانی می‌رسد و به نظر می‌رسد سردابه‌ای تاریخی را نیز در خود جای داده، در این شهر هستند.
موقعیت کنونی شهر این احتمال را می‌دهد که خرابه‌های شهری باشد که از آن به عنوان رامن در کتاب‌های المسالک و الممالک یاد شده‌است. این شهر به صورت دستکند بر بستری از سنگ گرانیت قرار دارد قسمت عمده این شهر زیر زمینی در زیر شهرسامن قرار دارد.

## تاریخ شهر زیرزمینی سامن
در جنوب غربی شهرستان ملایر و در بخش سامن، شهری در دل زمین نهفته‌است که معماری و قدمت تاریخی این شهر گویای عظمت و تاریخ استان همدان است، شهر زیرزمینی سامن با وسعتی حدود سه هکتار به دست پیشینیان ایرانی قبل از دوره اشکانیان در دل زمین کنده شده‌است.
نوع ساخت و معماری و قرار گرفتن راهروهای دست کند سامن نه تنها در ایران بلکه در دنیا بی نظیر و منحصر به فرد است و سال‌ها پیش از این محلی‌های این منطقه اذعان داشتند که زاغه‌هایی در دل زمین نهفته‌است اما متأسفانه کارشناسان میراث فرهنگی موفق به ورود به شهر زیر زمینی سامن نشده بودند و نمی‌دانستند که راه ورود به این منطقه کجا است. در سال ۱۳۸۴ بود که شرکت مخابرات استان همدان به فضاهای شهر زیر زمینی سامن برخورد کرد و راه ورودی آشکار شد و بر همین اساس کارشناسان میراث فرهنگی استان همدان وارد کار شدند و راه‌های ورودی ایمن‌سازی و در سال ۱۳۸۶ اولین فصل کاوش در دست کندهای سامن آغاز شد.شهر زیرزمینی سامن ازجمله آثار بی‌نظیر و به جا مانده از دوران قبل از اشکانی است که ۳ هزار و ۵۰۰ سال قدمت آن گویای عظمت این اثر است.
درحال حاضر اطلاعی از تاریخ دقیق این شهر در دست نمی‌باشد اما طبق بررسی‌های اولیه احتمال می‌رود قدمت این مکان به قبل از سلسله اشکانیان بازگردد. احتمالاً وسعت این شهر در زمان مهرداد یکم در حدود (از ۱۶۰ تا ۱۳۰ پیش از میلاد) به بیشترین حد خود رسیده باشد و برای انجام مراسم مذهبی درست شده باشد.
وسعت این شهر بیش از ۳ هکتار برآورده شده‌است که درحال حاضر حدود ۲۵ اتاق این شهر در زیر منطقه‌ای موسوم به سرقلا کشف شده‌است. به علت رطوبت زیاد بخش عظیمی از این مکان هنوز در دل سنگ‌ها پنهان باقی‌مانده‌است. بخش‌های کشف نشده عموماً در عمق ۶ متری و بعضاً بیشتر قرار دارند که کار را برای باستان شناسان سخت می‌کند. این مکان به مرور در دوره‌های تاریخی وسعت گرفته و اتاق‌ها و راهروهای این شهر قدمت‌ها متفاوتی دارند. به نظر می‌رسد آنچه درحال حاضر از این مکان کشف شده تنها بخش کوچکی از این شهر باشد. به احتمال زیاد این فضا نخستین بار به منظور انجام مراسم مذهبی خاصی، احتمالاً میترائیسم، بر پایه پرستش «میترا» ایزد ایران باستان و خدای خورشید، مورد استفاده بوده شواهد و مدارک موجود حاکی از آن است که مراسم مذهبی به صورت پنهانی در زیر زمین انجام می‌گرفته‌است و برخی از کانال‌های این فضا احتمالاً برای تدفین قربانیان مذهبی یا بزرگان ادیان مورد استفاده قرار می‌گرفته.
شهر زیر زمینی سامن مجموعه‌ای شگفت‌انگیز از معماری هزارتوی دستکندهاست که از گذشته‌ها و آیین‌های دور و دراز حکایت می‌کند، اتاق‌ها و فضاهایی تودرتو که همگی به هم راه دارند، آن‌قدر مجموعه‌ها شیبه هم هستند که در برخی مواقع بازدیدکنندگان بدون راهنما راه را گم می‌کنند و گاهی به‌دلیل شباهت فکر می‌کنند همان مسیر قبلی است، در حالی که به نظر می‌رسد برخی مجموعه‌ها قرینه یکدیگرند.
مجموعه‌ها از طریق تونل‌هایی که به زحمت می‌توان در آن راه رفت، به یکدیگر متصل‌اند، باید به صورت نشسته از آن‌ها گذشت. برای مسدود کردن مجموعه‌ها دریچه‌ای مانند تنور وجود دارد که گفته می‌شود اگر از طرف یک مجموعه روی دریچه یک درپوش سنگی قرار داده شود، به هیچ وجه قابل نفوذ نیست.
به نظر می‌رسد این نوع تعبیه مکان، برای سیستم امنیتی باشد. ورود و خروج اضطراری نیز از این نقاط صورت می‌گرفته‌است. این دریچه مجموعه بالا را به طبقه پایین وصل می‌کند و نقطه تلاقی دو بخش است.
در کنار بیشتر اتاق‌ها سازه‌هایی وجود دارد که شباهت زیادی به آخور احشام دارد اگر چه شبیه آخور است اما هیچ اثری از فضولات حیوانی تاکنون به‌دست نیامده تا دلیلی بر این مدعا باشد، در واقع به درستی نمی‌توان گفت از این سکوها چه استفاده‌ای می‌شده‌است.

## دوره‌های تاریخی
طبق بررسی‌های صورت گرفته این شهر در طول تاریخ شاهد سه دوره استفاده بوده‌است.

### دوره اول
علت شکل‌گیری این شهر پنهان به دوره اول بازمی‌گردد که طبق بررسی‌ها هسته اولیه شهر قدمت بیشتری از برخی از کانال‌ها و اتاقک‌های اطراف شهر دارد. این احتمال وجود دارد که این شهر برای انجام مراسمی خاص
میترائیسم به‌طور پنهان درست شده‌است.

### دوره دوم
در این دوره از تاریخ بیشترین استفاده از این مکان صورت گرفته در این دوره مربوط یه سلسله اشکانیان می‌باشد. با اینکه حفر این مکان بسیار پیش تر از اشکانیان صورت گرفته اما استفاده مستمر و به نوعی دوران اوج خود را در زمان اشکانیان سپری کرده‌است.

### دوره سوم
دوره سوم دوره افول این مکان باستانی می‌باشد که به نظر می‌رسد با کاسته شدن قدرت پادشاهان ایران هم‌زمان می‌باشد. در این دوره از این مکان به عنوان پناهگاه و تدفین مردگانی خاص استفاده می‌شده‌است. این دوره از زمان حمله اعراب به ایران و جنگ نهاوند تا جنگ جهانی اول و حتی دوره دوره قاجار ادامه داشته‌است؛ و موردی که همه باستان شناسان در مورد آن اتفاق نظر دارن مجهول بودن این شهر در تمام سه دوران خود است. به‌طوری‌که این مکان توسط افراد خاص مورد استفاده قرار می‌گرفته و عموم مردم از این مکان مرموز اطلاع نداشته‌اند.

## بازدید عمومی
امکان بازید از این مکان درحال حاضر میسر  می‌باشد و شما با رفتن به شهر سامن میتوانید از آن دیدن کنید.
```
این مکان در تاریخ دی ماه ۱۴۰۱ افتتاح شد
```

این مجموعه تاریخی طی شماره ۲۴۶۲۲ به تاریخ ۲۷/۱/۸۷ در فهرست آثار ملی ایران به ثبت رسیده‌است.

## نگارخانه

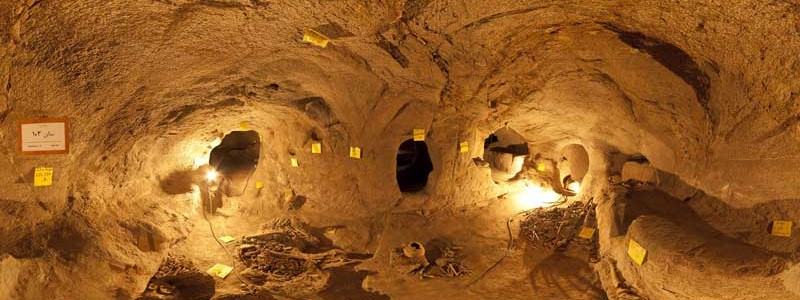
شهر زیر زمینی سامن ملایر
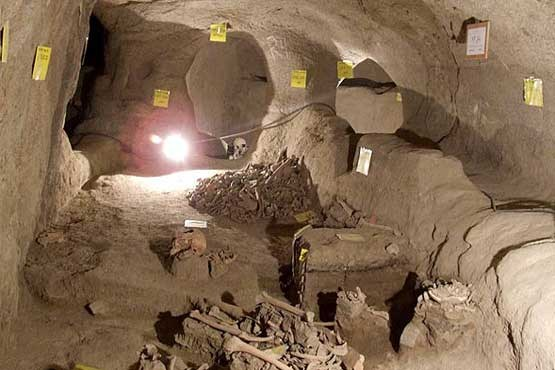
شهر زیر زمینی سامن ملایر  08132423548